# هنا رمضان
هنا رمضان (من مواليد 30 سبتمبر 1997، الإسكندرية)، لاعبة إسكواش مصرية محترفة. تحتل المرتبة 62 في التصنيف العالمي اعتباراً من مارس 2019، وكان أعلى تصنيف لها في مايو 2017 عندما حلت في المرتبة 42.

## روابط خارجية
- هنا رمضان على موقع الاتحاد الدولي لمحترفي الاسكواش (مؤرشف) (الإنجليزية)
- هنا رمضان على موقع SquashInfo.com (الإنجليزية)